# Сесар Самудіо
Сесар Самудіо (ісп. César Samudio, нар. 26 березня 1994, Панама) — панамський футболіст, воротар гондураського клубу «Марафон» та національної збірної Панами.
Виступав також за клуб «Чепо».

## Клубна кар'єра
У дорослому футболі дебютував 2013 року виступами за команду «Чепо», в якій провів три сезони, взявши участь у 27 матчах чемпіонату. 
Згодом з 2016 по 2022 рік грав у складі команд «Атлетіко Верагуенсе», «Коста дель Есте», «Пласа Амадор», «Коста дель Есте» та «Індепендьєнте» (Ла-Чоррера).
До складу клубу «Марафон» приєднався 2022 року. Станом на 15 липня 2023 року відіграв за клуб із Сан-Педро-Сула 20 матчів в національному чемпіонаті.

## Виступи за збірну
У 2022 році дебютував в офіційних матчах у складі національної збірної Панами.
У складі збірної був учасником розіграшу Золотого кубка КОНКАКАФ 2023 року у США і Канаді, де разом з командою здобув «срібло», розіграшу Кубка Америки 2024 року у США.
| Дата      | Місто                    | Господарі | Результат | Гості     | Турнір                                   | Голи | Примітки |
| --------- | ------------------------ | --------- | --------- | --------- | ---------------------------------------- | ---- | -------- |
| 1-5-2022  | Кері (Північна Кароліна) | Сальвадор | 3 – 2     | Панама    | товариський матч                         | -3   |          |
| 10-6-2023 | Пенономе (місто)         | Панама    | 3 – 2     | Нікарагуа | товариський матч                         | -    | 64'      |
| 7-9-2023  | Панама                   | Панама    | 3 – 0     | Мартиніка | Ліга націй КОНКАКАФ 2023-2024 - 1-й етап | -    | 46'      |
| 10-9-2023 | Гватемала (місто)        | Гватемала | 1 – 1     | Панама    | Ліга націй КОНКАКАФ 2023-2024 - 1-й етап | -1   |          |
| Усього    |                          | Матчів    | 4         |           | Голів                                    | -4   |          |